# Nowy Dom (Wrocław)

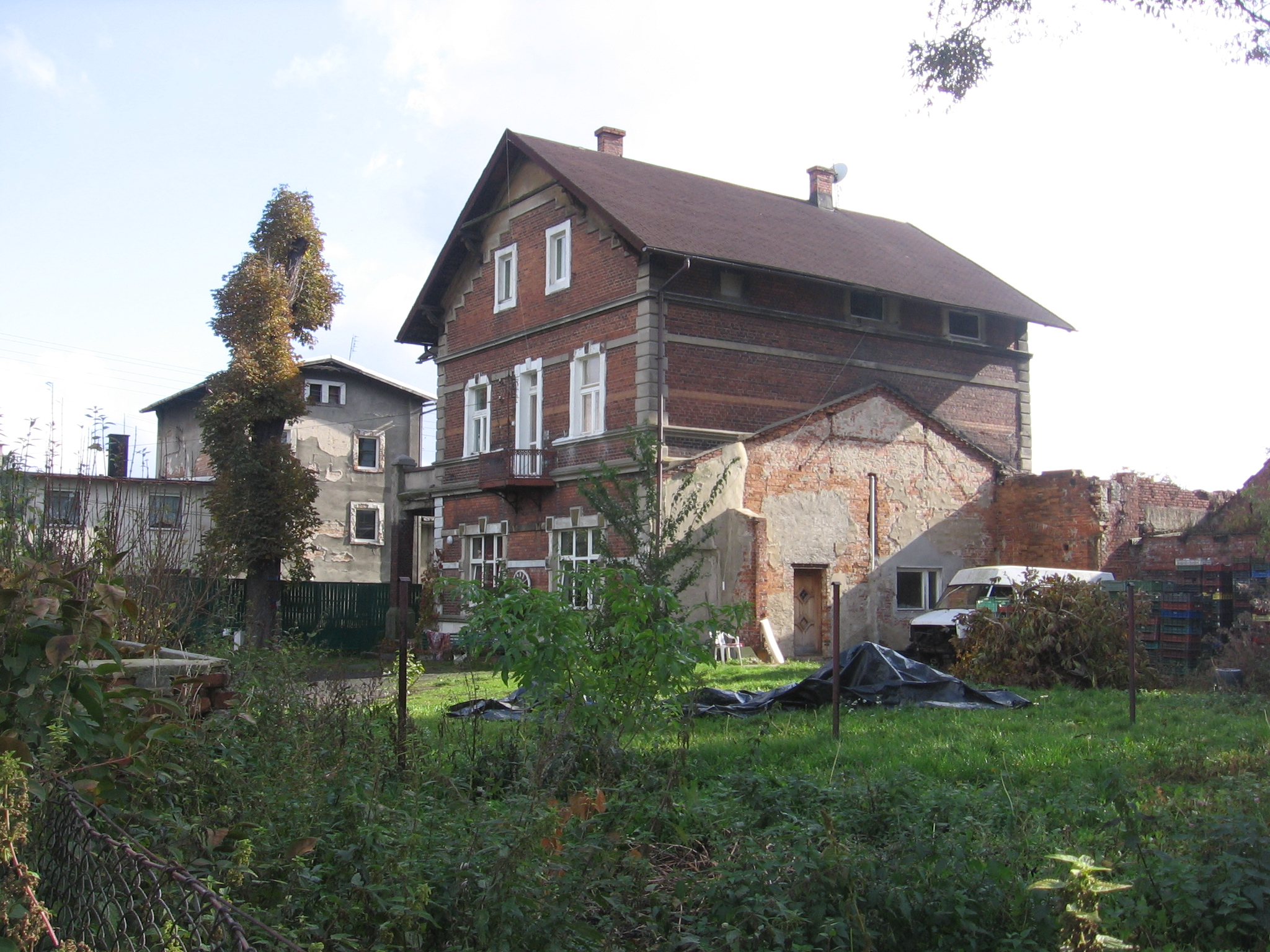
Budynek przy ul. Opatowickiej 11 w osiedlu Nowy Dom

Nowy Dom – osiedle we wschodniej części Wrocławia, od roku 1991 wchodzące w skład osiedla samorządowego Księże, wcześniej należące do dzielnicy Krzyki.

## Położenie
Osiedle leży na lewym brzegu Odry, która to rzeka stanowi jego północną granicę. Od południa z kolei Nowy Dom opływa rzeka Oława. Sąsiednimi osiedlami są Opatowice od wschodu i Bierdzany od zachodu. Ze względu na to, że osiedle w całości położone jest na terenach zalewowych i w przeszłości niejednokrotnie było zatapiane przez wody powodziowe obu rzek, na początku XX w. w ramach prac regulacyjnych w dolinie Odry zabudowania jej otoczono wałem przeciwpowodziowym. Osiedle składa się z kilkunastu gospodarstw. Główną osią komunikacyjną osiedla jest ul. Opatowicka, wzdłuż niej i krótkich bocznych odnóg skupiona jest cała zabudowa mieszkalna i budynki gospodarcze. Posesje te noszą adresy ul. Opatowicka 10 do 41. Tereny międzyrzecza Odry i Oławy otaczające osiedle Nowy Dom stanowią część ujęć wody pitnej dla miasta, a poruszanie się po nich jest ograniczone.

## Nazwa
Polska nazwa Nowy Dom wprowadzona została po roku 1945 (przejściowo w pisowni Nowydom) i jest tłumaczeniem niemieckiej nazwy Neuhaus, która obowiązywała od początku XIX w. Najstarszym znanym źródłem z nazwą Neuhaus jest mapa biegu Odry na odcinku od Opatowic do Osobowic z roku 1823. Z kolei najstarszym źródłem z zaznaczoną stałą osadą w miejscu Nowego Domu jest również mapa Odry i jej dopływów na odcinku od Siechnic do ujścia Bystrzycy pochodząca z roku 1794. Widnieje na niej nazwa Ottwitzer Strasskretscham czyli "opatowicka karczma przydrożna". To właśnie wokół tej karczmy założonej w drugiej połowie XVIII w. rozwinęła się późniejsza osada.

## Historia
Założona pod koniec XVIII karczma, przy której powstała wieś, stanowiła jedno sołectwo wraz z pobliskimi Opatowicami. Johann Georg Knie zanotował w swoim spisie miejscowości Śląska, że w roku 1845 była tu jeszcze owczarnia i cegielnia. Ze względu na trudne warunki Nowy Dom nigdy nie stał się większą osadą. W drugiej połowie XIX w. wraz z sąsiednimi wsiami stał się miejscem świątecznego wypoczynku mieszkańców Wrocławia wędrujących wzdłuż obu brzegów Odry. Powstała wtedy kawiarnia "Neuhaus" chętnie odwiedzana przez wrocławian. Uruchomiono także połączenie promowe z położonym na drugim brzegu Odry Biskupinem. Czynne było jeszcze po II wojnie światowej. W okresie międzywojennym w Nowym Domu dwa wrocławskie kluby kajakarskie: 1. Breslauer Kanu-Club oraz Freie Kanuvereinigung Breslau wzniosły swoje siedziby oraz hangary z kajakami. Wieś została przyłączona do Wrocławia 1 kwietnia 1928 r. W roku 1941 zamieszkiwały tu 74 osoby. Po II wojnie światowej zamieszkali tu polscy osadnicy trudniący się rolnictwem. Osiedle otrzymało stałe połączenie komunikacyjne z miastem za pomocą linii autobusowej nr 120. Do roku 1969 działała szkoła podstawowa, jednak z powodu małej liczby uczniów zamknięto ją. Obecnie Nowy Dom jest jednym z najmniej zaludnionych osiedli we Wrocławiu. W latach 2012–2014 wykonano gruntowną konserwację otaczających osiedle wałów.